# Svarttjärnen (Gagnefs socken, Dalarna, 670471-146029)
Svarttjärnen är en sjö i Gagnefs kommun i Dalarna och ingår i Dalälvens huvudavrinningsområde.